# Дуранкулак
Дуранкулак (буг. Дуранкулак) село је у североисточној Бугарској, општина Шабла, Добричка област.

## Положај и карактеристике
Село је смештено у историјском региону јужне Добруџе, налази се на крајњем североистоку Бугарске. Дуранкулак је најсеверније место на бугарском приморју, на југу од њега је градић Шабла, које је седиште истоимене општине. Код Дуранкулака је такође гранични прелаз на бугарско-румунској граници; на румунској страни је приморско одмаралиште Вама Веке.
Од 2011. године има 415 становника, а градоначелник је Маријан Жечев (ГЕРБ). Село се налази на надморској висини од 26 m изнад средњег нивоа мора, на обалном путу Е87, 6 km јужно од румунске границе. Удаљен је око 100 км од Варне, 68 км од Добрича и 60 км од Констанце.
На југоистоку од места се налази језеро, а североисточно је и плажа Ана Марија која се наставља до Сиврибуруна и границе. Постоји још једна плажа јужно од села која се протеже до Крапета.
Село има дом културе (читалиште) са великом и малом двораном, музеј локалне историје, мању уметничку галерију и библиотеку. Постоји неколико споменика посвећених сеоској побуни из 1900. године и из 1970-их и 1980—их година. Локална православна црква изграђена је 1942. године.

## Историја
Област села је првобитно била насељена Трачанима, а после њих овом облашћу владају стари Рим и Византија. Јужни Словени ово подручје насељавају у 7. веку. Од 9. века до 1373. године област је била у саставу средњовековне Бугарске.
Крајем 14. века област је пала под власт Османлија, који владају облашћу 5 векова.
Године 1885. насеље је постало део савремене бугарске државе. Између два светска рата Дуранкулак је био у саставу Румуније.

## Језеро Дуранкулак
Слатководно језеро недалеко од Дуранкулака је одвојено пешчаном дином од Црног мора. Има површину од око 4 квадратна километра и има два острва у западном делу, Велико острво (0,02 km²) и Мало острво (0,0053 km² ). Станиште је око 260 ретких и угрожених врста, језеро је једно од најважнијих и очуваних приморских мочвара у Бугарској. Међу важним птицама у тој области су чапљица, патка њорка, лабуд грбац и еја мочварица. Зиму ту проводе лисаста гуска, гуска црвеновољка и патка глувара, а ту су и велике популације пигмејског корморана и пеликана.
Такође је археолошки значајно подручје. Посебно је важно Велико острво Дуранкулакског језера, јер се налази на месту енеолитског насеља од 4600. до 4200. п. н. е., хеленистичког храма Кибеле, које је Споменик културе од националног значаја. На острву се налази и утврђено насеље 1300-1200. п. н. е. Због старосне доби и значаја, археолошки комплекс је назван „бугарска Троја”.

## Становништво
По проценама из 2011. године, Дуранкулак је имао 415 становника. Већина становништва су етнички Бугари. Остатак су махом Роми и Турци. Последњих деценија број становника у насељу опада.
Претежна вероисповест месног становништва је православље, а мањинска ислам.

## Галерија
- Споменик у насељу
- Језеро Дуранкулак